# Runovka
Runovka (en rus: Руновка) és un poble del krai de Primórie, a l'Extrem Orient de Rússia, que en el cens del 2010 tenia 380 habitants.